# Funk carioca
Sous-genres
Pagofunk, funknejo, Brazilian phonk, trapfunk
Genres dérivés
Proibidão, funk melody, funk ostentação, funk ousadia, brega funk, electrofunk
Le funk carioca, aussi appelé funk brasileiro ou funky, — funk de favela ou baile funk dans le monde anglophone — est un genre de musique électronique ayant émergé dans les favelas de Rio de Janeiro, au Brésil. Malgré son nom, il est différent du funk originaire des États-Unis ou de la samba funk. En effet, à partir des années 1970, les bailes da pesada (danses dures), les danses noires, soul, shaft ou funk commencent à être organisées à Rio de Janeiro. Au fil du temps, les DJ ont commencé à rechercher d'autres rythmes de musique noire, mais le nom original reste.
Le funk carioca est directement influencé par le Miami bass et le freestyle,. Le terme baile funk est utilisé pour désigner les soirées où l'on joue du funk carioca. Malgré son nom, le funk carioca naît et est joué dans tout l'État de Rio de Janeiro et pas seulement dans la ville de Rio de Janeiro, comme le gentilé carioca le laisse penser.
Le funk carioca, essentiellement lié au public jeune, devient l'un des plus grands phénomènes de masse au Brésil. Dans les années 1980, l'anthropologue Hermano Vianna a été le premier chercheur en sciences sociales à en faire un objet d'étude, dans son mémoire de maîtrise, qui a donné lieu au livre O Mundo Funk Carioca, sorti en 1988. Le genre musical est la cible de critiques pour avoir fait l'apologie du sexe et du trafic de drogue.

## Histoire

### Prémices
Les danses dites funk voient le jour au début des années 1970, lors de la création des bailes da pesada (danses dures), organisées au Canecão par les DJ Big Boy et Ademir Lemos, dans ces danses les rythmes prédominants étaient la soul et le funk. Avec le temps, D'autres danses, appelées black ou shaft, apparaissent nom inspiré du film Les Nuits rouges de Harlem (Shaft, sorti en 1971), nom donné aux films destinés à la communauté afro-américaine, mettant en scène Richard Roundtree et dont la bande originale soul et funk est composée par Isaac Hayes. En 1973, le crew musical Furacão 2000, ainsi que d'autres crews comme Black Power et Soul Grand Prix, cette dernière étant fondée par Dom Filó, émergent à cette époque. En 1976, l'article Black Rio – O orgulho (importado) de ser negro no Brasil (en français : « Black Rio - La fierté (importée) d'être noir au Brésil » de Lena Frias, publié dans le Jornal do Brasil, sert à baptiser le mouvement de Black Rio qui est même utilisé comme nom de groupe (Banda Black Rio),.
Au milieu de la décennie, les danses funk perdent une partie de leur popularité en raison de l'émergence du disco, une version pop du soul et du funk, surtout après la sortie du film La Fièvre du samedi soir (1977), avec John Travolta et avec une bande originale du groupe Bee Gees.

### Années 1980

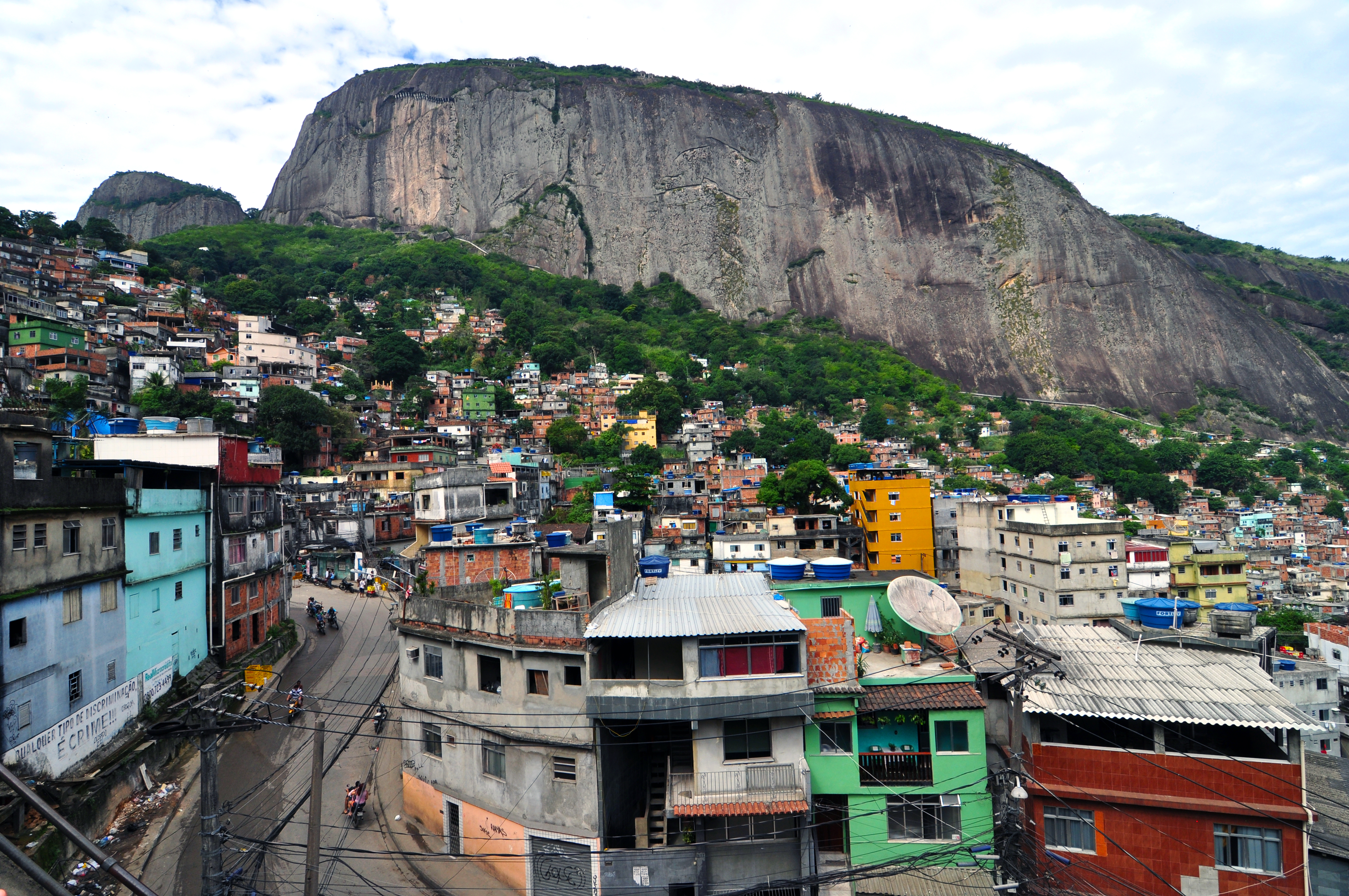
Le funk carioca vient des favelas de Rio de Janeiro.

À partir des années 1980, les danses funk de Rio de Janeiro commencent à être influencées par de nouveaux rythmes, comme le Miami bass qui comprenait plus de chansons érotisées et des rythmes plus rapides. Vers 1986, le sociologue Hermano Vianna offre à DJ Marlboro une boite à rythmes Boss Doctor Rhythm DR-110. Les premiers enregistrements de funk carioca étaient des reprises de ce genre musical. C'est également au cours de cette décennie que sont apparues les ballades romantiques, créées par Corello DJ et jouant des chansons romantiques de RnB contemporain, ou de new jack swing.
Selon DJ Marlboro, l'influence principale de l'émergence du funk carioca a été le single Planet Rock d'Afrika Bambaataa et Soulsonic Force, sorti en 1982, qui mélange le funk de James Brown et la musique électronique du groupe allemand Kraftwerk (ayant même samplé des extraits de Trans-Europe Express). La chanson était qualifiée à l'époque de funk et est aujourd'hui reconnue comme l'un des premiers singles d'electro, Bambaataa est également reconnu comme l'un des précurseurs du hip-hop et par l'association culturelle Zulu Nation.

### Années 1990
Avec l'augmentation du nombre de raps/mélodies enregistrés en portugais, bien qu'utilisant presque toujours le beat Miami bass, le funk carioca démarre les années 1990 en créant sa propre identité. Ses paroles reflètent la vie quotidienne des communautés vivant dans les favelas ou les exaltent (beaucoup de ces raps sont nés de concours de rap promus au sein des communautés). En conséquence, le rythme devient de plus en plus populaire et les danses se multiplient.
Un autre courant populaire du funk carioca est le funk mélodique, avec des chansons plus mélodiques et des thèmes plus romantiques suivant plus fidèlement la ligne musicale du freestyle américain et atteignant un succès national. Dans cette première phase, Latino, Copacabana Beat, et MC Marcinho, entre autres, se sont distingué.
À partir de 1995, le hip-hop, qui n'était jusqu'alors diffusé que sur quelques stations de radio, commence à être joué sur certaines stations de radio AM. Ce qui semblait être une mode « est descendu des collines », atteignant les quartiers nobles de Rio de Janeiro. Le programme Furacão 2000 (inspiré par le programme américain Soul Train), diffusé sur Central Nacional de Televisão, est un succès, apportant les points forts du funk et cessant d'être montré seulement à Rio de Janeiro, gagnant popularité nationale. En outre, de nombreux artistes ont commencé à se produire sur le programme Xuxa Park, présenté par Xuxa,.
Au milieu des années 1990, les « danses de couloir » prennent de l'ampleur, les salles étant divisées en groupes rivaux dont les membres s'échangeaient des phrases agressives. En 1996, Rômulo Costa, de Furacão 2000, et José Claudio Braga, alias Zezinho, du crew ZZ Disco, s'écharpent avec violence quant à leur notoriété dans le milieu. À l'époque, un incident au bal du Pavunense Futebol Clube s'était soldé par la poursuite d'un bus rempli de funkeiros. Arrivé au Centro do Rio de Janeiro, un duo à moto a tiré sur le bus, tuant deux personnes. Zezinho a affirmé qu'il ne pouvait pas être tenu responsable de quoi que ce soit s'étant passé à 40 km du club et que les danses promues par Rômulo Costa étaient d'une « rare violence ».

### Années 2000
Les années 2000 commencent par un repositionnement du funk carioca. Il y a une diminution des événements violents, tandis que des chansons aux paroles plus sensuelles et dansantes émergent. Le plus grand crew de Rio de Janeiro, Furacão 2000, quitte les radars de la police et gagne une projection nationale avec les succès qu'il publie. Responsable du crew, le couple Rômulo et Verônica Costa fait la une des journaux nationaux et devient célèbre. Dennis DJ, membre de ce crew à l'époque, commence à se faire un nom sur les pistes de Rio de Janeiro ; le disc jockey produit plusieurs succès, comme Cerol na Mão de Bonde do Tigrão, et Tapinha des MC Naldinho et Beth. En revanche, le déjà vétéran DJ Marlboro mise sur ce qu'il appelle le « new funk », avec des textes plus travaillés, axés sur la danse,.
Entre 2007 et 2008, le style fait remporter 10 000 000 de reais par mois dans l'État de Rio de Janeiro. Certaines paroles érotiques et à double sens, dévalorisant généralement le genre féminin, ont également révélé une non-originalité, en copiant des échantillons d'autres styles. En juillet 2007, en Angola, le premier groupe angolais de funk carioca, Os Besta-Fera, émerge. Son chanteur, MC Lucas, était à Rio de Janeiro, où il a appris à chanter le funk carioca. Le style est également présent dans la discographie de la chanteuse japonaise Tigarah.

### Années 2010
En 2011 a lieu la Batalha dos Passinhos, une compétition promouvant le style de danse créé dans les bailes et inspiré par des pas d'autres styles musicaux, comme le classique, le jazz, le hip-hop et le frevo. La même année, la première Rio Parada Funk est organisée. En 2012, ce style de danse passe dans les radars de la police après l'assassinat du danseur Gualter Damasceno Rocha, âgé de 22 ans, connu sous le nom de « Roi des Passinhos ». Gualter avait disparu la nuit du réveillon du Nouvel An : le corps a été retrouvé et reconnu au bout de sept jours.
Toujours en 2011, la Liga do Funk émerge, une association de São Paulo idéalisée par l'homme d'affaires Marcelo Galático,,. Le spectacle Funk Brasil - 40 anos de baile, basé sur le livre Batidão - Uma História de Funk, du journaliste Silvio Essinger, est également publié.

### Années 2020
En 2023, la Journée nationale du Funk est approuvée, célébrée le 12 juillet, en même temps que le genre commence à être largement utilisé dans les publicités télévisées et radiophoniques.
Au Minas Gerais, un nouveau sous-genre apparait, appelé MTG (acronyme de montage), qui fait référence aux mashups très populaires dans les années 1990. Les mashups peuvent être de n'importe quel style, qu'il s'agisse de MPB, de forró ou de pop,,.

## Style musical
Comme toutes les musiques de ghetto, on y retrouve différents styles et différentes revendications : revendications sociales (que l'on retrouve sur les morceaux rap), textes à connotation sexuelle marquée, appelés Putaria, morceaux faisant l'éloge des gangs (il y a trois gangs ennemis à Rio qui contrôlent les favelas : C.V, T.C et A.D.A) que l'on appellent proibidões, et montagems, sortes de remixes basés sur des samples de chants ou de sons types tarentela italienne ou cuivres.
C'est une musique difficilement accessible pour un novice, étant peu présente dans les circuits commerciaux usuels, malgré la sortie récente de plusieurs compilations (Favela on Blast, Favela Sounds, Rio Baile Funk - Favela Booty Beats, Rio Baile Funk: More Favela Booty Beats).

## Groupes et artistes
Ils incluent notamment : Anitta, MC Delano, MC Dricka, Ludmilla, MC Livinho, MC Kevinho, MC Zaac, Jerry Smith, MC Fioti, MC Kekel, Jojo Maronttinni, DJ Sandrinho, Jaula das Gostosudas, et Linn da Quebrada.

## Sous-genres

### Funknejo
Apparu vers 2012, les réarrangements des tubes du sertanejo universitário sur le rythme funk commun par les DJ étaient populaires. Le genre se renforce lorsque des partenariats entre des duos de sertanejo et des MCs funk ont vu le jour, donnant lieu à de nouveaux succès musicaux au sein de ce rythme.

### Pagofunk
Fusion du funk et du pagode,,, le terme désigne également les soirées où les deux styles sont joués. Les origines du sous-genre remontent au milieu des années 1990, en 1997, lorsque le duo Claudinho e Buchecha enregistre la chanson Fuzuê sur l'album A Forma ; dans les paroles, le duo rend hommage aux artistes du pagode, avant de former le duo avec Claudinho, Buchecha était membre d'un groupe de pagode appelé Raio de Luz. Le Grupo Raça connait le succès avec Ela sambou, eu dancei, écrite par Arlindo Cruz, A. Marques et Geraldão, qui faisait allusion au funk carioca. En 2014, la chanson est réinterprétée avec des éléments funk par Arlindo Cruz lui-même et M. Catra.
Mc Leozinho, utilise le cavaquinho dans la chanson Sente a pegada, sortie en 2008. Des artistes comme MC Delano et Ludmilla utilisent également le cavaquinho dans certaines chansons. Même enfant, Ludmila finit par chanter dans le groupe de pagode de son ex beau-père. En 2015, Ludimilla participe également à un duo avec le groupe Molejo dans Polivalência, une nouvelle reprise de la chanson de l'album homonyme sorti en 2000. En 2020, elle sort Numanice, un EP dédié au pagode,.
En 2021, le chanteur MC Bola participe au DVD du Grupo Presença. À l'époque, Bola commentais en ses termes : « Je dis souvent que le funk et le pagode marchent sur le même trottoir, ce sont des rythmes très similaires, les deux ont leurs origines dans les favelas ». Le chanteur est un temps interprète à l'école de samba Brasil, située à Santos. En 2022, Ludmilla sort Numanice 2, toujours consacré au pagode, et la même année, l'album lui vaut un Latin Grammy dans la catégorie « meilleur album de samba/agode ». Lors du carnaval de Rio de Janeiro 2023, Ludmilla fait ses débuts en tant qu'interprète de samba-enredo, en participant au défilé Beija-Flor aux côtés du vétéran Neguinho da Beija-Flor.

### Brazilian phonk
Fusion du funk et du phonk.

### Trapfunk
Dans les années 2010, le trap arrive au Brésil, avec des artistes mélangeant les deux styles,.